# خاچیک هاروتیونیان
خاچیک آرامائیسی هاروتیونیان (ارمنی: Խաչիկ Արամայիսի Հարությունյան; زاده ۲۶ فوریه ۱۹۵۹) یک سیاستمدار اهل ارمنستان که از تاریخ تا تاریخ سمت نماینده دوره چهارم مجلس ملی جمهوری ارمنستان بوده‌است.